# خودبزرگ‌بینی
تکبر یا خودبزرگ‌بینی (به انگلیسی: Hubris or Arrogance) یک نوع غرور افراطی است که با باور به برتری خو‌یش و گرایش به تحقیر و کوچک شمردن دیگران شناخته می‌شود. این حالت شامل نمایش آزاردهنده‌ای از خودمهم‌پنداری و فقدان تواضع است. این واژه همیشه بار منفی دارد. در ادبیات یونان تکبر باعث کورشدن و نادیده‌گرفتن واقعیت می‌شود و منجر به سقوط شخص می‌شود.

## اقسام و درجات تکبر از دیدگاهِ اسلام
برای کبر درجاتی است:
اول، کبر به خدای تعالی. دوم، کبر به انبیاء و رسل و اولیاء. سوم، کبر به اوامر خدای تعالی که این دو نیز به کبر به خدای تعالی برگردد. چهارم، کبر بر بندگان خدا که آن نیز پیش اهل معرفت به کبر به خدا برگردد.
 کبر به خدای تعالی از همه قبیحتر و مهلکتر و مرتبه اعلای آن است؛ و گاهی نمونه‌ای از آن در بعضی از اهل دیانت پیدا شود که ذکر آن مناسب نیست و این از غایت جهل و نادانی و ندانستن ممکن است حد خویش و مقام واجب الوجود را.
 کبر بر انبیا و اولیا در زمان انبیا بسیار اتفاق می‌افتاد و خدای تعالی خبر داده است از حال آنها که گفتند: اءنؤ من لبشرین مثلنا. و از اهل این ملت گفتند: لولا نزل هذا القرآن علی رجل من القریتین عظیم؛ و در صدر اسلام، تکبر بر اولیا خدا بسیار واقع گردید.
 کبر به اوامر خدا در بعض اهل معصیت پیدا شود، چنانچه ترک حج کند برای آنکه اعمال آن را از قبیل لباس احرام و غیره را بر خود روا ندارد، و ترک نماز کند، زیرا که وضع سجده را با مقام خود مناسب نداند؛ و گاهی در بعضی اهل مناسک و عبادات و اهل علم دیانت پیدا شود، چنانچه ترک اذان کند تکبرا، و قبول قول حق نکند اگر از مثل خود یا پایینتر از خود شنید. گاهی اتفاق می‌افتد که انسان مطلبی را از رفیق یا همقطارش می‌شنود و آن، را با کمال شدت رد می‌کند و طعن به قائلش می‌زند، ولی همان مطلب را از بزرگی در دین یا دنیا اگر شنید قبول می‌کند.
 کبر بر بندگان خدا از همه بدتر کبر بر علماء بالله و دانشمندان است که مفاسد آن از همه بیشتر و ضررش مهمتر است . و از این کبر است ترک مجالست فقرا و تقدم در مجالس و محافل و در راه و رفتار؛ و این در جمیع طبقات، از اشراف و اعیان گرفته تا علما و محدثین، و از اغنیا گرفته تا فقرا ـ مگر کسی را که خدای تعالی حفظ فرماید ـ رایج و شایع است؛ و تمییز بین تواضع و تملق، و تکبر و تاءبی نفس گاهی بغایت مشکل شود و باید انسان به خدای تعالی پناه برد تا او را هدایت بنماید؛ و اگر انسان در صدد اصلاح برآید و حرکت به جانب مطلوب کند، ذات مقدس حق تعالی به رحمت واسعه خود راهنمایی می‌فرماید و سیر را آسان می‌کند.

### خودبزرگ بینی در احادیث اسلامی
در اصول کافی درباره ی کبر آمده است: 
بالسند المتصل الی محمد بن یعقوب عن علی بن ابراهیم، عن محمد بن عیسی، عن یونس، عن اءبان، عن حکیم، قال: ساءلت اءبا عبدالله، ، عن اءدنی الالحاد. فقال:
ان الکبر اءدناه .
حکیم گفت پرسیدم از ابا عبدالله ، شرح کبر عبارت است از یک حالت نفسانیه که انسان ترفع کند و بزرگی کند و بزرگی فروشد بر غیر خود؛ و اثر آن اعمالی است که از انسان صادر می‌شود و آثاری است که در خارج بروز کند که گویند تکبر کرد؛ و این صفت غیر از عجب است .

 صادق: 
 ما مِنْ رَجُلٍ تَکَبَّرَ او تَجَبّرَ اِلاّ لِذِلَّةٍ یَجِدُها فِی نَفْسِهِ. 
 صادق  فرمود: هیچ‌کس تکبّر و قدرت نمایی نمی‌ورزد، مگر بخاطر ذلّتی که در درون خویش می‌یابد و احساس می‌کند.
 باقر: 
هیچ مقداری از تکبّر به دل آدمی راه نیابد، مگر این که به همان اندازه، کم باشد یا زیاد، از خردش کاسته شود .

### آیات مربوط به تکبر درقرآن
و اذ قلنا للملائکة اسجدوا لآدم فسجدوا الا ابلیس ابی واستکبر و کان من الکافرین
و (یاد کن) هنگامی که به فرشتگان گفتیم: به آدم سجده کنید، پس سجده کردند مگر ابلیس که نپذیرفت و تکبّر ورزید و از کافران شد.
 لتجدن اشد الناس عداوة للذین آمنوا الیهود والذین اشرکوا و لتجدن اقربهم مودة للذین آمنوا الذین قالوا انا نصاری ذلک بان منهم قسیسین و رهبانا و انهم لایستکبرون
یقیناً سرسخت‌ترین مردم را در کینه و دشمنی نسبت به مؤمنان، یهودیان و مشرکان خواهی یافت؛ و البته نزدیک‌ترینشان را در دوستی با مؤمنان، کسانی می‌یابی که گفتند: ما نصرانی هستیم. این واقعیت برای آن است که گروهی از آنان کشیشان دانشمند و عابدان خدا ترس‌اند، و آنان (در پیروی از حق) تکبّر نمی‌کنند .
قیل ادخلوا ابواب جهنم خالدین فیها فبئس مثوی المتکبرین 
(به آنان گویند): از درهای دوزخ درآیید در حالی که در آن جاودانه‌اید؛ پس جایگاه متکبران بد جایگاهی است.
 ان الذین کذبوا ب‌آیاتنا واستکبروا عنها لاتفتح لهم ابواب السماء و لایدخلون الجنة حتی یلج الجمل فی سم الخیاط و کذلک نجزی المجرمین 
قطعاً کسانی که آیات ما را تکذیب کردند، و از پذیرفتن آنها تکبّر ورزیدند، درهای آسمان (برای نزول رحمت) بر آنان گشوده نخواهد شد، و در بهشت هم وارد نمی‌شوند مگر آنکه شتر در سوراخ سوزن درآید!! (پس هم چنانکه ورود شتر به سوراخ سوزن محال است، ورود آنان هم به بهشت محال است) این‌گونه گنهکاران را کیفر می‌دهیم .

### راه‌های درمان تکبر از دیدگاهِ اسلامی
چند کار بکنید اولاً نماز صحیح و اول وقت بخوانید بادقت و صحیح باشد و اول وقت؛ و سعی کنید با توجه باشد. ثانیاً توسل جدی به  زمان داشته باشید از جمله نماز صد ایاک نعبد و زیارت آل یس. این بسیار مهم است و کارساز. ثالثاً به خودتان تلقین کنید مثل ذکر. تسبیح بدست بگیرید. وقتی خیالات مزبور حمله می‌کند شما مداوم بگوئید من چه هستم؟ و چه هستم یعنی در مقابل آنکه در دل شما می‌گوید شما برترید شما بزبان می‌گویید (البته با توجه) که من هیچ چیزی نیستم من نمی‌فهمم من نادانم من...
اول انسان چیزی جز عنایت خداوند متعال ندارد، انسان باید مرتب به خود تلقین کند که به خدا نیازمند است.
دومین راه عملی از بین بردن تکبر خواندن نماز است، هر نماز صحیح یک قسمتی از ویروس تکبر را درمان کرده و تبدیل به تواضع می‌کند، البته گاهی نماز سبب ایجاد تکبر و خودپرستی می‌شود همان‌گونه که شمر به سبب  جماعت بودن به تکبر و خودپرستی رسید. «چیزی همانند نماز بینی شیطان را به خاک نمی‌مالد»، یاد خدا را سومین راهکار برای از بین بردن تکبر: «بسم الله الرحمن الرحیم» ذکر الله است، فرد باید حتی در خوراک، پوشاک، ورود و خروج از خانه و هر کار دیگر «بسم الله الرحمن الرحیم» را فراموش نکند، حتی در روایت آمده «سلیماناز ذکر بسم الله الرحمن الرحیم به حکومت جهانی رسیدند».
حسن‌زاده آملی در کتابی به نام «نور النور» ذکرهای قرآنی را بیان کردند، سبک زندگی حسینی زندگی است که همراه با آرامش عارفانه باشد و «بسم الله الرحمن الرحیم» سبب آرامش می‌شود، یاد، زیارت و شرکت در مجالس اهل‌بیت  ذکر الله است، در مجلس روضه  حسین شیطان حضور پیدا نمی‌کند و یکی از راه‌های رهایی از تکبر شرکت در مجالس ائمه است.

## آثار تکبر
صفت تکبر پیامدهای ناگواری برای فرد و جامعه دارد و اگر کسی با این صفت مسئولیتی در مملکت به عهده بگیرد عامل تباهی نسل و برقراری استبداد و سلب آزادی مردم میگردد در نتیجه راه رشد و تکامل و ترقی بسته میشود و استعدادها عقیم می ماند از این جهت خداوند خلق تکبر را مذموم دانسته و آتش(جهنم) را جایگاه متکبرین قرار داده است.